# جمانه حداد
جمانه حداد (عربی: جمانة حداد؛ زادهٔ ۶ دسامبر ۱۹۷۰) زبان‌شناس، شاعر، روزنامه‌نگار، نویسنده، و مترجم ارمنی‌تبار اهل لبنان است. او توسط مجله تجارت عربی چهار مرتبه به عنوان یکی از صد زن قدرمند جهان عرب انتخاب شده‌است.
او معتقد است نه تنها برخی از مردان مانع زنان می‌شوند بلکه خود زنان نیز می‌توانند بزرگترین مانع برای دستیابی به برابری باشند به دلیل زن‌ستیزی نهادینه‌شده در آنها و اینکه به گونه‌ای شستشوی مغزی شده‌اند که هیچگونه اعتماد به نفسی نداشته باشند.